# Serqueux (Seine-Maritime)
Serqueux település Franciaországban, Seine-Maritime megyében. Lakosainak száma 948 fő (2022. január 1.). Serqueux Beaubec-la-Rosière, Compainville, Roncherolles-en-Bray, Le Thil-Riberpré és Forges-les-Eaux községekkel határos.

## Népesség
A település népessége az elmúlt években az alábbi módon változott:
| Lakosok száma | 1000 | 1005 | 1022 | 991  | 985  | 979  | 965  | 957  | 948  |
|               | 2013 | 2015 | 2016 | 2017 | 2018 | 2019 | 2020 | 2021 | 2022 |